# Heerka Koowaad
La Heerka Koowaad è la seconda serie del campionato somalo di calcio.

## Formula
È una competizione annuale organizzata dalla federazione calcistica somala alla quale partecipano 10 squadre di calcio, che si affrontano in un girone all'italiana con partite di andata e ritorno, per un totale di 18 giornate. La stagione inizia a febbraio e si conclude a luglio. Le prime due classificate sono promosse in Somali Premier League, mentre le ultime due squadre classificate retrocedono in Heerka Labaad.

## Squadre partecipanti
Alla Heerka Koowaad 2019 hanno partecipato le seguenti dieci squadre:
- Badbaado
- Batroolka
- Geeska Afrika
- Raadsan
- Rajo
- Sahafi
- Ummah Hospital
- Waxool